# Orthotylus fuscescens
Orthotylus fuscescens is een wants uit de familie van de blindwantsen (Miridae). De soort werd het eerst wetenschappelijk beschreven door Carl Ludwig Kirschbaum in 1856.

## Uiterlijk
De bruinachtige blindwants is macropteer en kan 4,5 tot 5 mm lang worden. De bruinkleurige vleugels zijn bedekt met dunne donkere haartjes. De mannetjes zijn langwerpig van vorm, de vrouwtjes zijn meer ovaal. De voorkant van het halsschild en de kop zijn groen gekleurd, het doorzichtige deel van de voorvleugels is lichtgrijs met gele aders. Zowel de poten als de antennes zijn volledig bruin.

## Leefwijze
De soort kent één generatie per jaar en overleeft de winter als eitje. De volwassen wantsen worden van juni tot augustus langs bosranden en in de toppen van vooral grove den (Pinus sylvestris) gevonden.

## Leefgebied
Het verspreidingsgebied is Palearctisch, van Europa tot in Azië. In Nederland is de wants zeer zeldzaam.